# Leo Pulp
Leo Pulp es una historieta italiana de género policíaco/cómico de la casa Sergio Bonelli Editore, creada por Claudio Nizzi en 2001.

## Argumento
Leo Pulp es una parodia de los investigadores privados de las novelas hard boiled: rudo, cínico y políticamente incorrecto, pero también romántico, incorruptible y moralmente íntegro. Se mueve con su viejo coche abollado por la Hollywood de los años 1940, entre gánsters, embusteros y estrellas del cine, investigando crímenes por 25 dólares al día más gastos armado de su inseparable pistola Browning.
Leo trabaja solo, a excepción de la ayuda que le presta el capitán de policía Nick Tracy (que Pulp sigue llamando "Dick", en referencia al cómic Dick Tracy). Su único consuelo, los huevos con tocino preparados por Norma, una camarera cariñosa y enamorada de él, con la que mantiene una relación amorosa.

## Lista de los álbumes
| N.º | Título                        | Fecha de publicación | Guion         | Dibujo                           | Portada          |
| --- | ----------------------------- | -------------------- | ------------- | -------------------------------- | ---------------- |
| 1   | La scomparsa di Amanda Cross  | Junio de 2001        | Claudio Nizzi | Massimo Bonfatti                 | Massimo Bonfatti |
| 2   | I delitti di Sunset Boulevard | Marzo de 2005        | Claudio Nizzi | Massimo Bonfatti                 | Massimo Bonfatti |
| 3   | Il caso della magnolia rossa  | Junio de 2007        | Claudio Nizzi | Massimo Bonfatti Cesare Buffagni | Massimo Bonfatti |

Fuente